# Айришка
Айришка — покинутый аул в Галанчожском районе Чеченской Республики.

## География
Расположен на правом берегу реки Аргун, на границе с Грузией, к юго-западу от районного центра Галанчож, в исторической области Малхиста.
Ближайшие населённые пункты и развалины бывших аулов: на севере — Когенхой, Каратхой и Доза, на юго-востоке — Туга, Маисты и Цекалой.

## История
Аул Айришка ликвидирован в 1944 году во время выселения чеченцев. После восстановления Чечено-Ингушской АССР в 1956 году чеченцам было запрещено селиться в данном районе.
На территории аула имеются объекты чеченской башенной архитектуры.